# ناتالي أن
ناتالي أن (بالإنجليزية: Natalie Ahn)‏ هي كيميائية أمريكية، ولدت في 1957.

## وصلات خارجية
- الموقع الرسمي